# Point coupé
Le point coupé ou reticella ("petit filet" ou "maille") ou punto tagliato est un type de dentelle à l'aiguille (et non aux fuseaux) datant du XVe siècle et populaire jusqu'au premier quart du XVIIe siècle. La dentelle d'Alençon s'en inspira.
Les livres de modèles de point coupé conçus par Federico de Vinciolo (en) (France, 1587) et Cesare Vecellio (probablement à partir des années 1590 mais imprimé en 1617) étaient populaires et fréquemment réimprimés. L'imprimeur Jacques Foillet, à Montbéliard, en conçut aussi en 1598.
La reticella devint le Punto in Aria (en). 

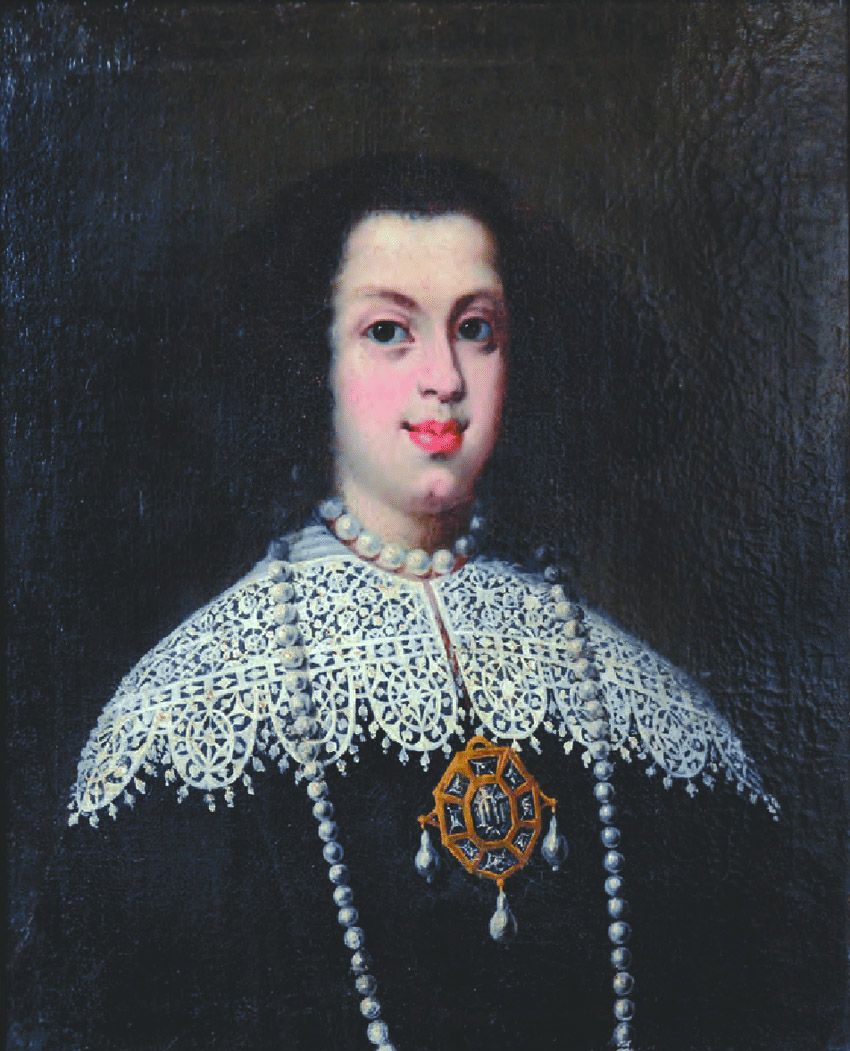
Portrait de Vittoria della Rovere
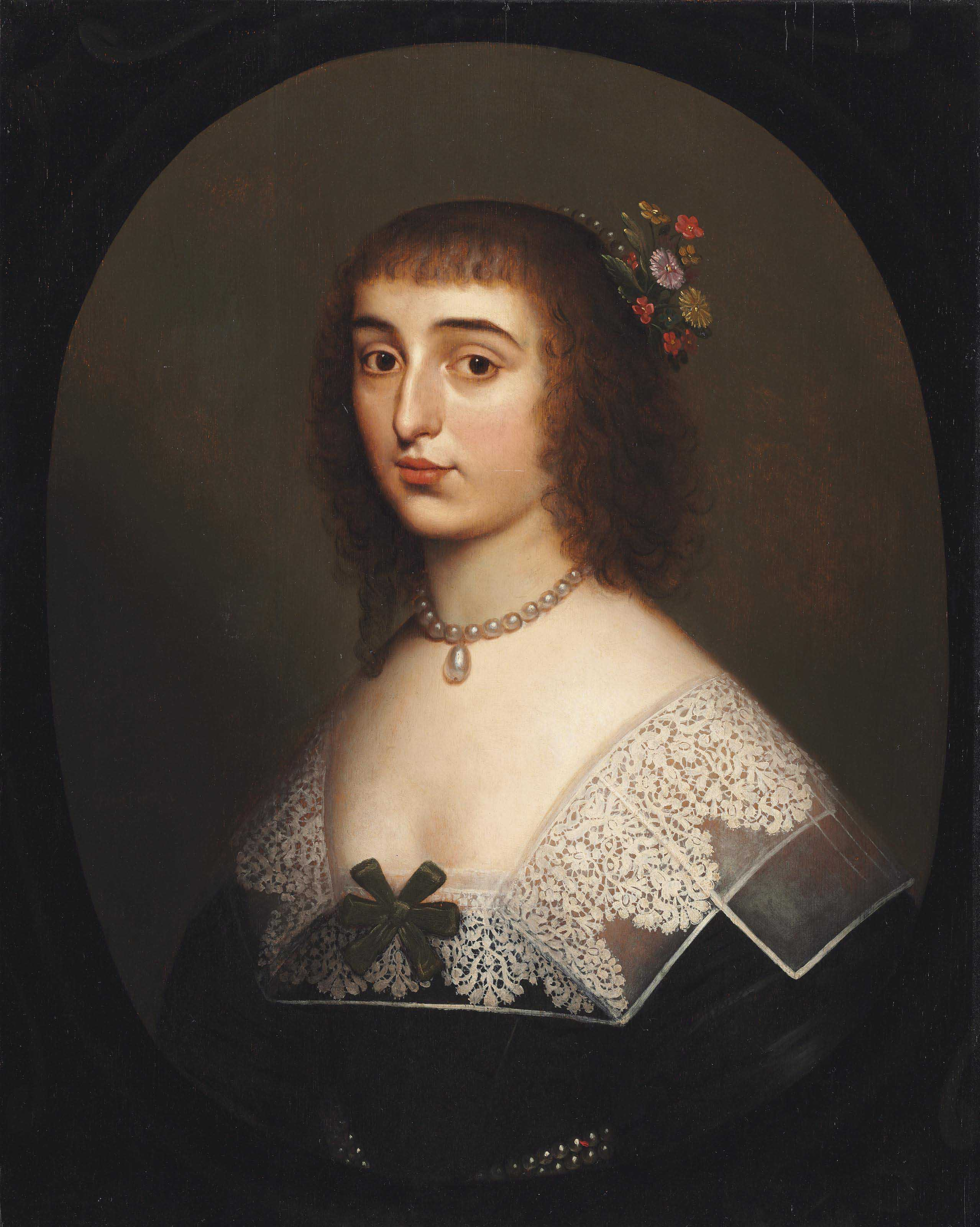
Élisabeth de Bohême (1618-1680), par Gerrit van Honthorst
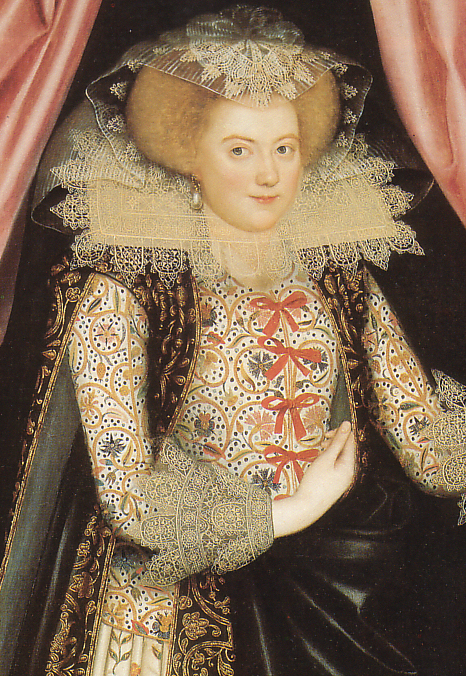
Dorothy Cary, vicomtesse de Rochford, vers 1614-1618, William Larkin (painter) (en)
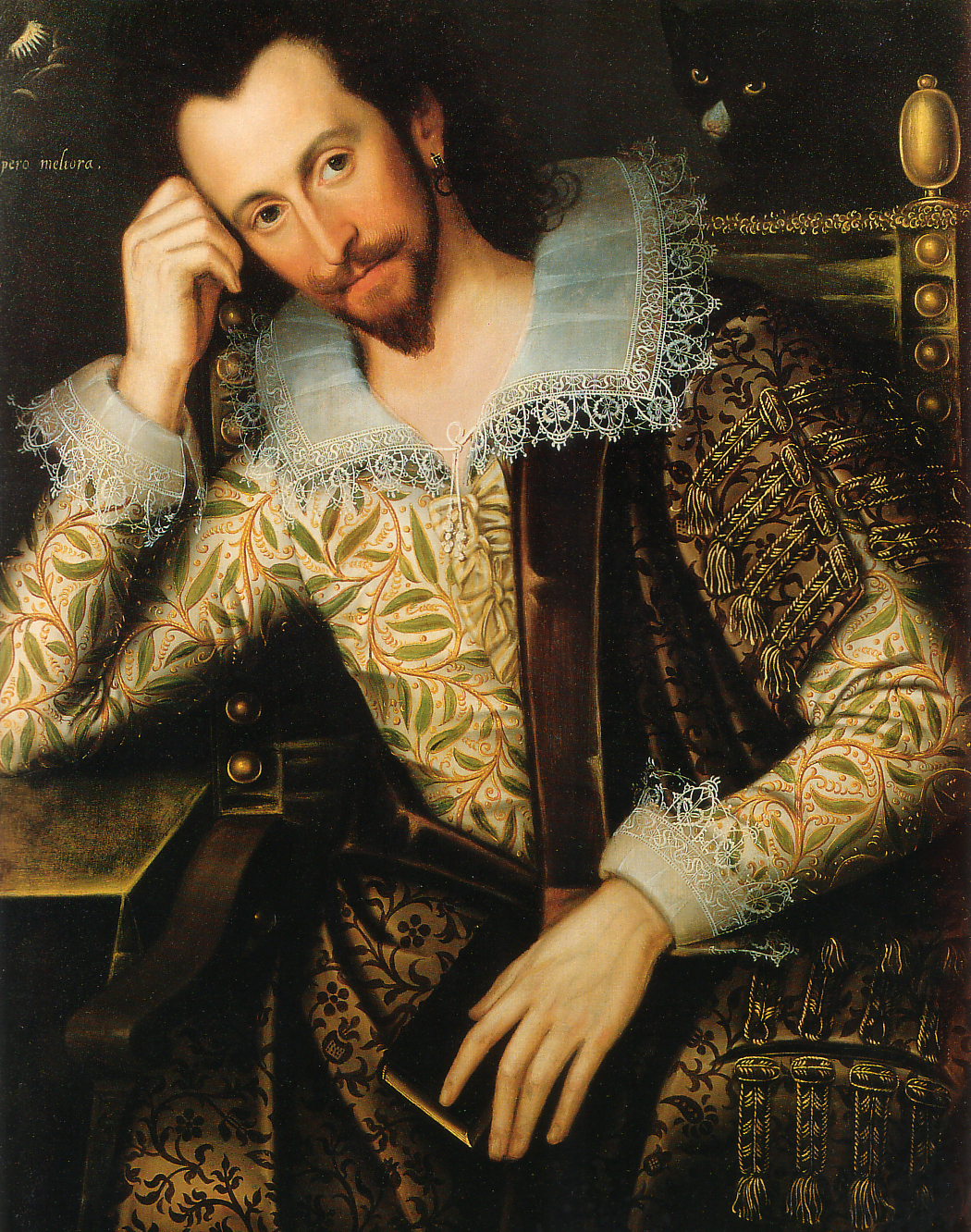
Portrait de Peter Saltonstall (en), vers 1610
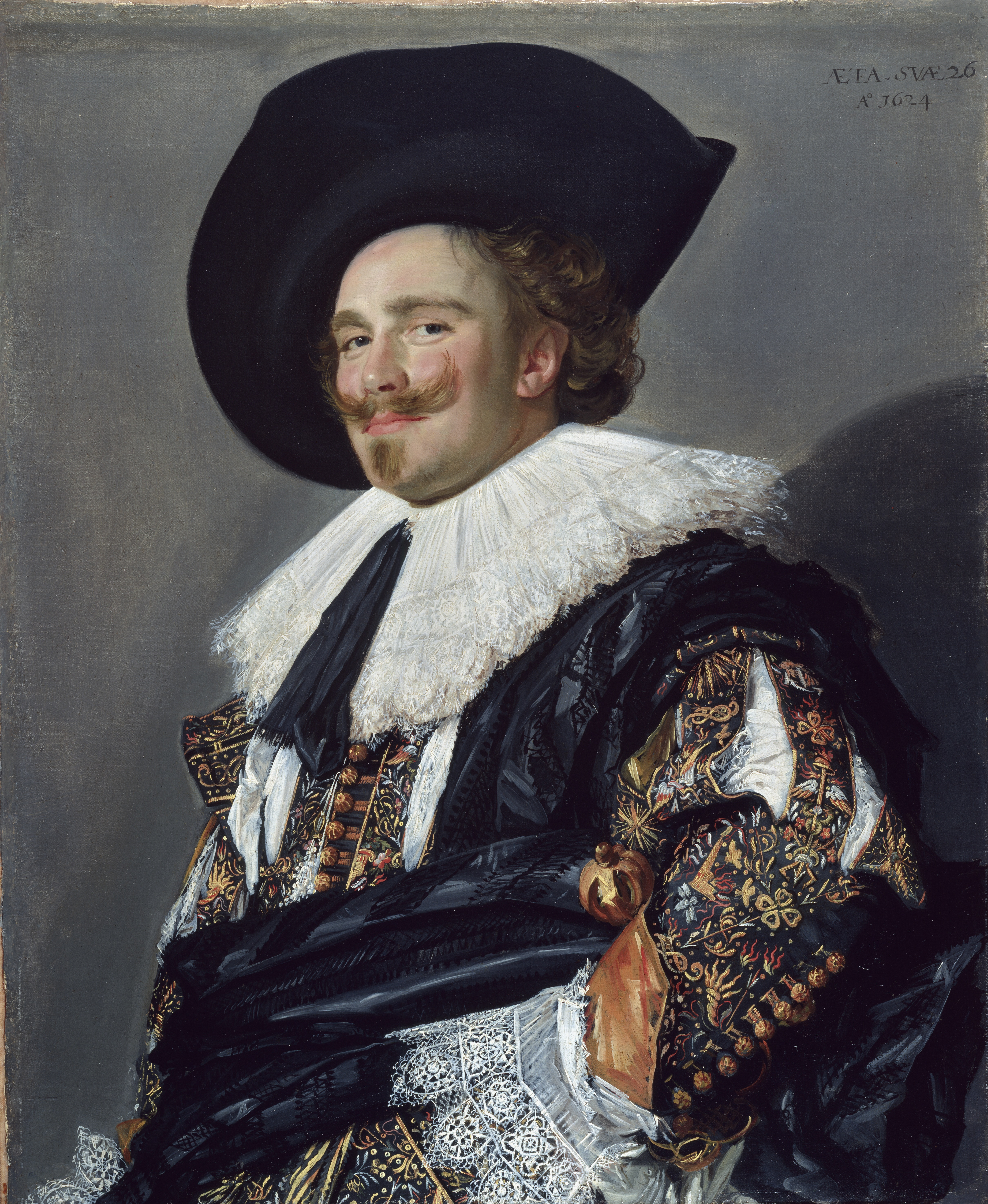
Le Cavalier souriant, de Frans Hale

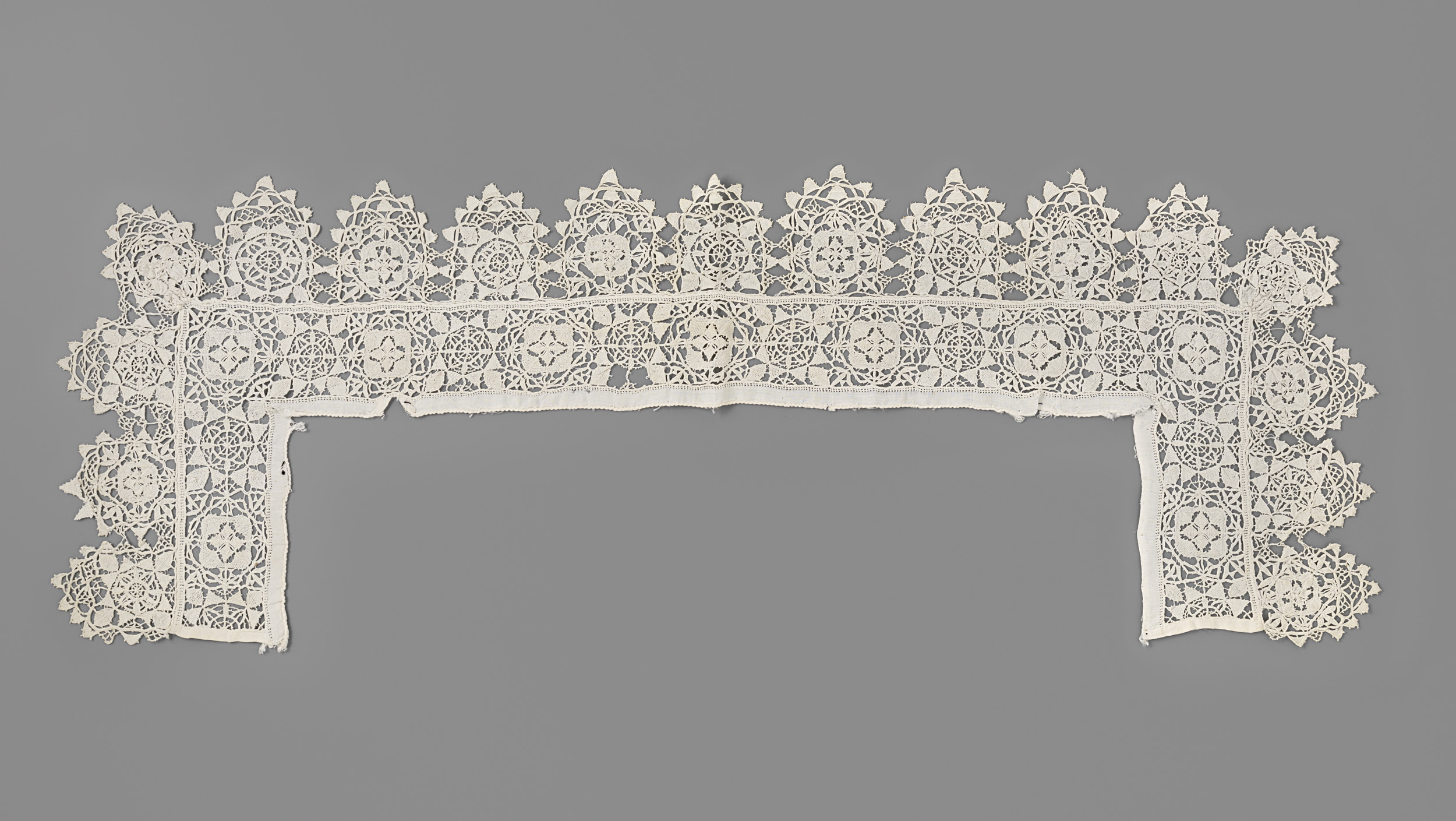
Collet carré et incliné en point coupé et reticella. Le col est festonné.
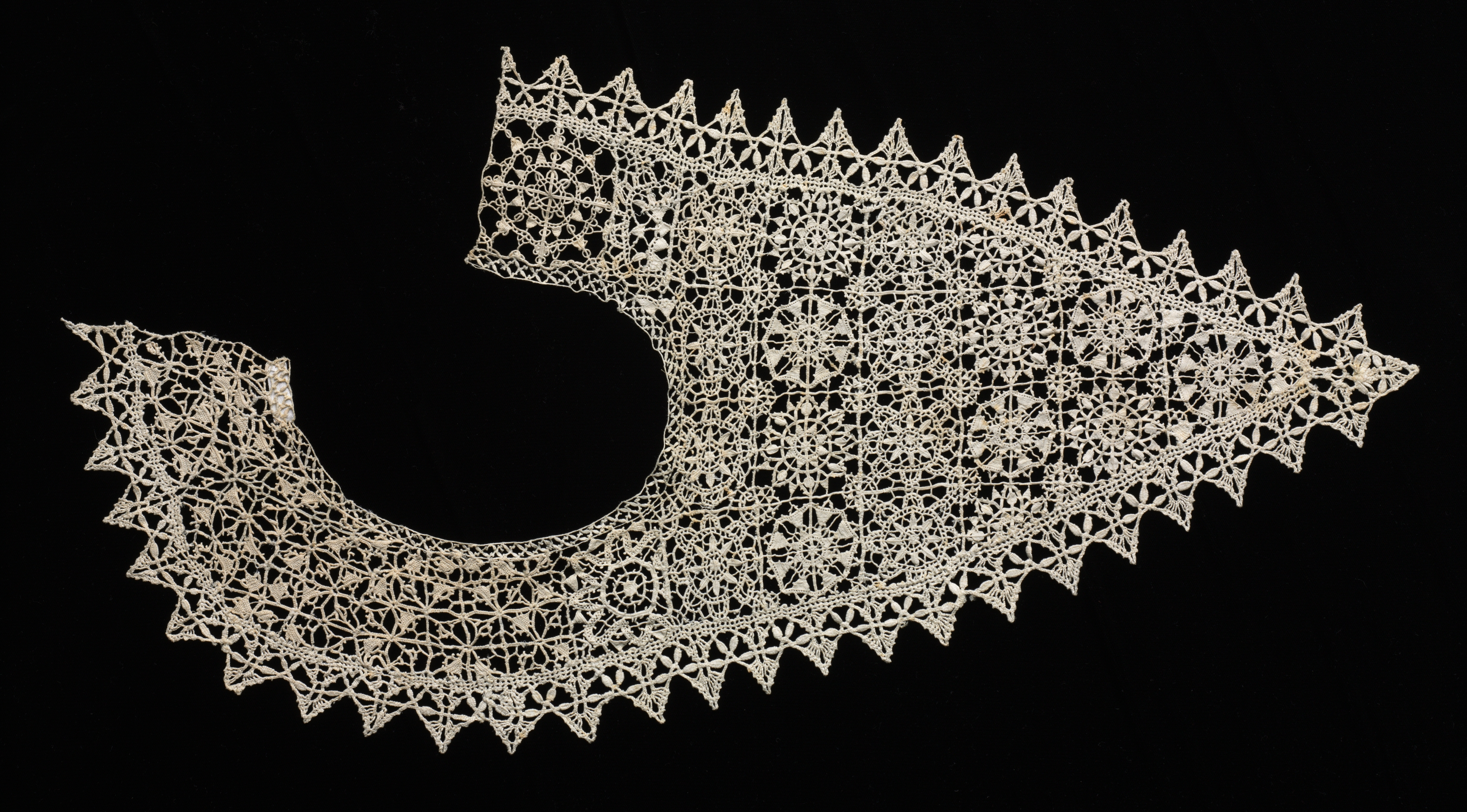
Ouvrage en point coupé dont on trouve un modèle dans un livre de Vinciolo en 1587. Cleveland Museum of Art
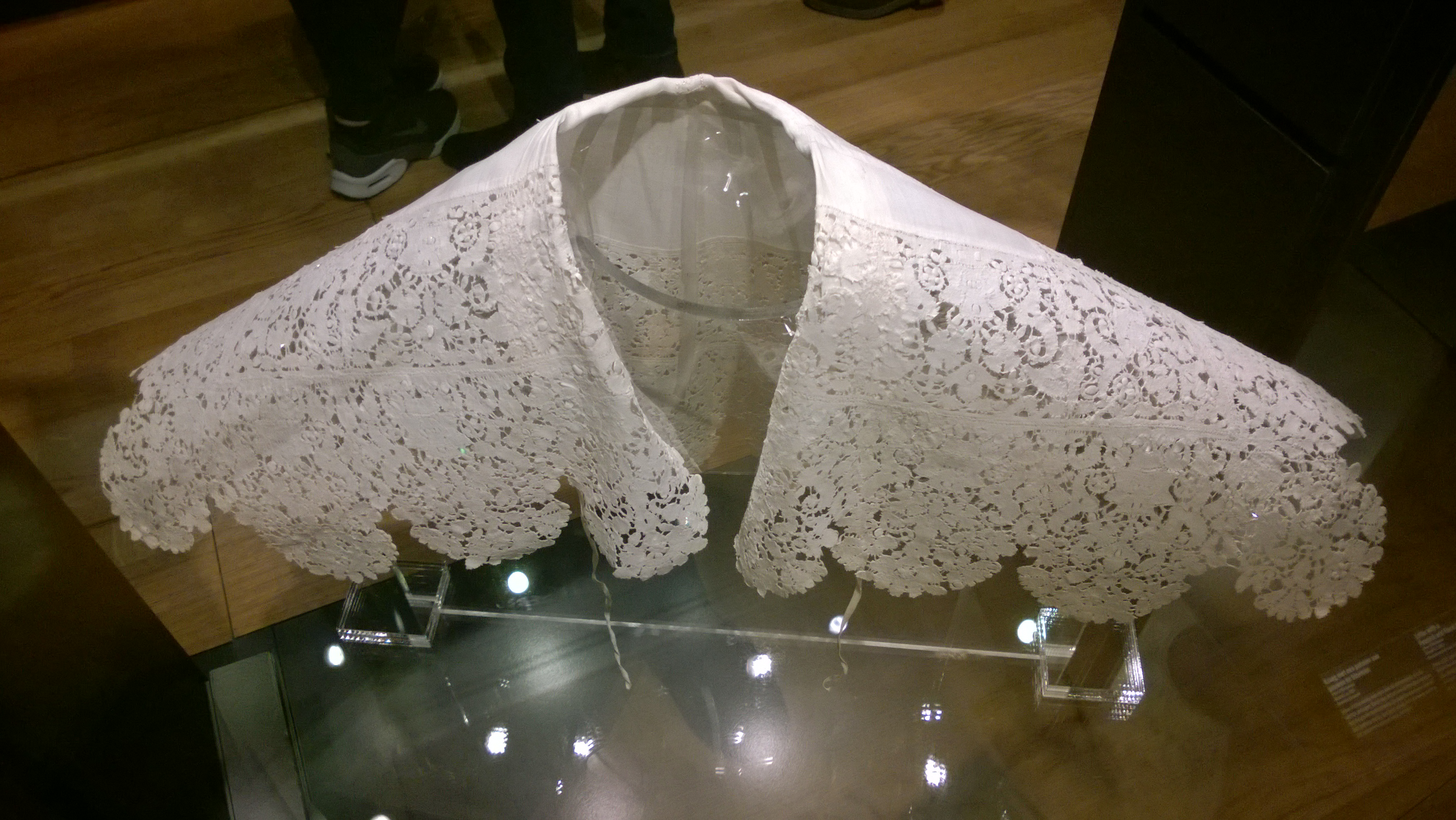
Collet, entre 1625-1640
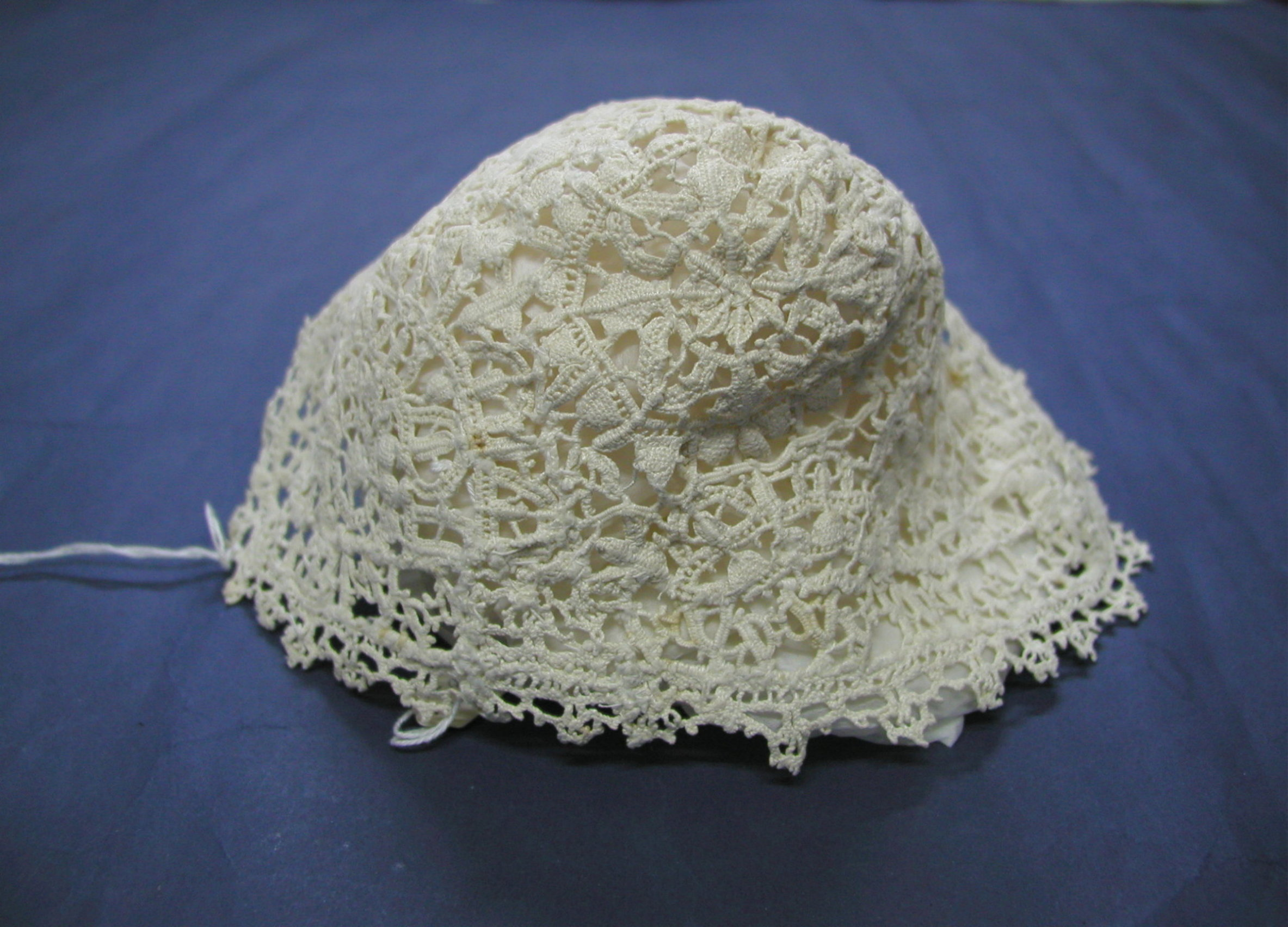
Bonnet d'enfant vénitien, début XVIIe siècle

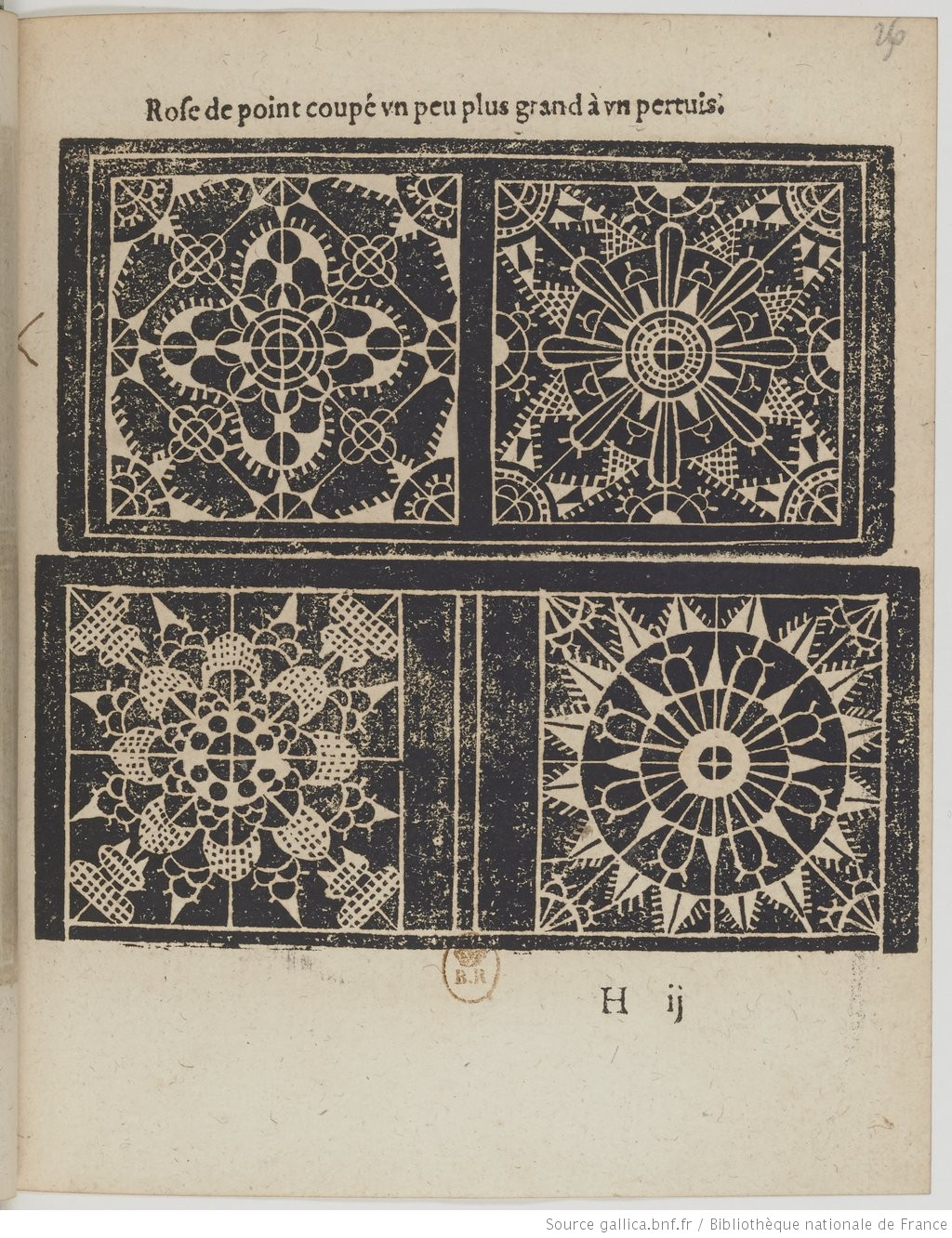
Nouveaux pourtraicts de point coupé et dantelles en petite, moyenne & grande forme nouvellement inventez & mis en lumière, imprimé à Montbéliard  par Jaques Foillet, 1598
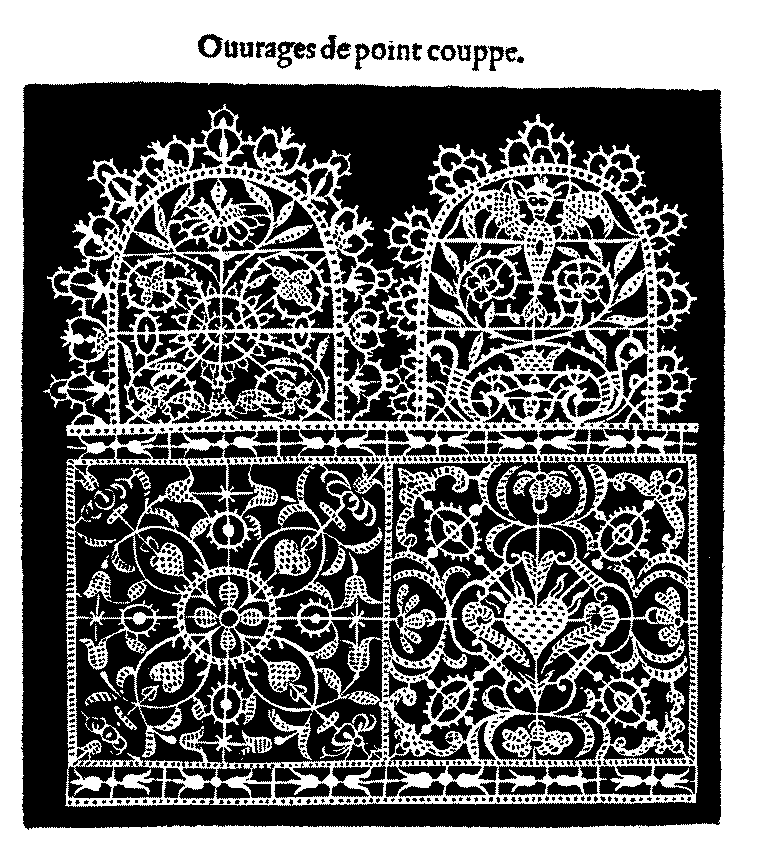
Modèle pour point coupé dans Les Singuliers et Nouveaux Pourtaicts de Frederico de Vinciolo
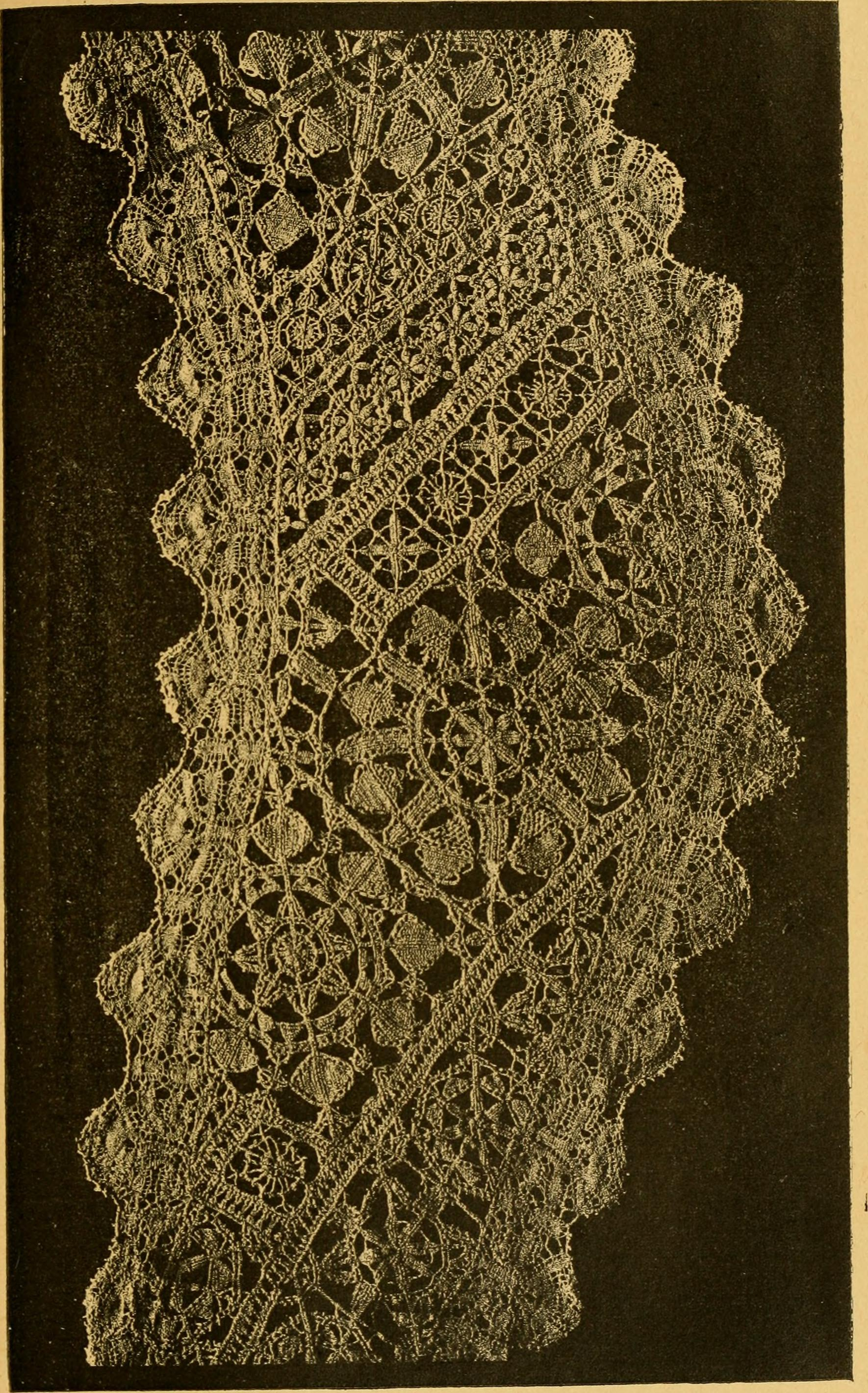
Planche "point coupé" dans Histoire du point d'Alençon, depuis son origine jusqu'à nos jours d'Éléonore-Aglaé-Marie Despierres

## References
- Berry, Robin L.: "Reticella: a walk through the beginnings of Lace" (2004) (PDF)
- Kliot, Jules and Kaethe: The Needle-Made Lace of Reticella, Lacis Publications, Berkeley, CA, 1994.  (ISBN 0-916896-57-9).
- Montupet, Janine, and Ghislaine Schoeller: Lace: The Elegant Web,  (ISBN 0-8109-3553-8).
- Aileen Ribeiro (en): Fashion and Fiction: Dress in Art and Literature in Stuart England, Yale, 2005,  (ISBN 0-300-10999-7)
- Vinciolo, Federico: Renaissance Patterns for Lace, Embroidery and Needlepoint, Dover Books, 1971.  (ISBN 0-486-22438-4)